# Olivier Allard

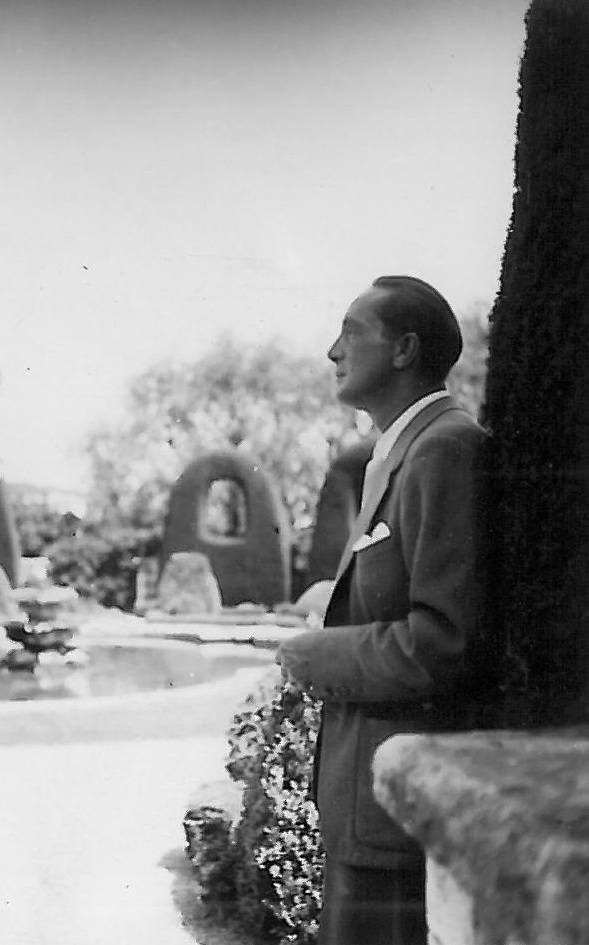
Olivier Allard

Baron Olivier Marie Louis Etienne Allard (Brussel, 10 maart 1910 - Cannes, 26 augustus 1981) was een Belgisch zakenman, projectontwikkelaar en kunstverzamelaar. Hij is de zoon van baron Josse Allard.

## Levensloop
Hij trouwde in 1936 met Marguerite Ozil (1916-1988), dochter van de stichters van de École universelle. Hij scheidde van haar in 1972. Ze kregen als mannelijke nazaten drie zoons en, naast verschillende kleindochters, een kleinzoon.
Tijdens de Tweede Wereldoorlog kwam hij in Parijs in contact met de Russische emigree 'gravin' Marie Tchernycheff, met wie hij zaken deed op de zwarte markt. Hij werd in bescherming genomen door de beruchte gangster en Gestapoman Henri Lafont, die hem zijn vrijheid terug bezorgde nadat hij in Antwerpen voor deviezentrafiek was gearresteerd.
Olivier Allard werd na de oorlog projectontwikkelaar en vermogensbeheerder. Hij handelde onder meer als beheerder van het vermogen van prins Karel van België, tot er onenigheid ontstond en de prins hem voor de rechter daagde omdat hij zijn vermogen zou hebben verduisterd. Na een geruchtmakend proces werd Allard vrijgesproken.
Hij verkreeg de baronstitel na de dood van zijn broer Antoine Allard, maar overleefde hem nauwelijks twee maanden, waarna zijn oudste zoon Guy in datzelfde jaar 1981 baron en hoofd van de familie werd.

## Publicatie
- Olivier ALLARD, Flandre. Tome I, Genève, 1971.